# 일레인 스트리치
일레인 스트리치(Elaine Stritch, 1925년 2월 2일 ~ 2014년 7월 17일)는 미국의 배우이다.

## 출연 작품
- 일레인 스트리치: 슛 미 (2013)
- 30 락 시즌7 (2012)
- 파라노만 (2012)
- 30 락 시즌5 (2010)
- 30 락 (2006)
- 로맨스와 담배 (2005)
- 퍼펙트 웨딩 (2005)
- 파라다이스 (2004)
- 스크류드 (2000)
- 스몰 타임 크룩스 (2000)
- 뉴욕의 가을 (2000) - 돌리 역
- 크리펜도프 종족 (1998)
- 패밀리 어페어 (1998)
- 미스터 룸바 (1997)
- 찬스 오브 라이프타임 (1991)
- 법과 질서 (1990)
- 연애특강 (1990)
- 여시장과 FBI (1989)
- 코쿤 2 (1988)
- 9월 (1987)
- 타이티의 열정 (1986)
- 코스비 가족 (1984)
- 어느날 갑자기 (1979)
- 프로비던스 (1977)
- 원 라이프 투 리브 (1968)
- 키스 허 굿바이 (1959)
- 퍼펙트 퍼로 (1959)
- 쓰리 바이어런트 피플 (1957)
- 무기여 잘 있거라 (1957)